# قوره دره (سقز)
قرية قوره دره (بالكردية: قۆرەدەرە) هي إحدى القرى التابعة لـمیره دیه في ريف قسم مركزي من مقاطعة سقز، في محافظة كردستان الإيرانية.

## السكان
حسب إحصاءات سنة 2006، بلغ إجمالي السكان في قوره دره 198 نسمة وعدد المساكن 39 مسكن. لغة سكان قوره دره هي اللغة الكردية و هم من أهل السنة والجماعة والمذهب الشافعي.